# Green Valley (Dakota Południowa)
Green Valley – jednostka osadnicza w Stanach Zjednoczonych, w stanie Dakota Południowa, w hrabstwie Pennington.